# Susan Fletcher (Schriftstellerin, 1979)
Susan Fletcher (* 1979 in Birmingham) ist eine britische Schriftstellerin.
Fletcher wuchs in Solihull auf und studierte Kreatives Schreiben an der Universität von East Anglia. Ihr Erstlingswerk Eve Green erschien 2004.
Susan Fletcher lebt in Stratford-upon-Avon.

## Auszeichnungen
- 2004: Whitbread First Novel Award für Eve Green
- 2005: JuBu Buch des Monats April Eve Green
- 2005: Betty Trask Prize
- 2006: Nominierung zum Deutschen Jugendliteraturpreis für Eve Green

## Werke
- Eve Green. 2004. Aus dem Englischen von Stefanie Schaffer-de Vries. Berlin-Verlag, Berlin 2005, ISBN 3-8270-0553-1.
- Oystercatchers. 2007. Deutsch: Austernfischer. Aus dem Englischen von Malte Friedrich. Berlin-Verlag, Berlin 2007, ISBN 978-3-8270-0719-3.
- House of Glass. 2018. Deutsch: Das Geheimnis von Shadowbrook. Aus dem Englischen von Marieke Heimburger. Insel Verlag, Berlin 2019. ISBN 978-3-458-68120-5.
- The Night in Question. 2024. Deutsch: Florence Butterfield und die Nachtschwalbe. Aus dem Englischen von Silke Jellinghaus & Katharina Naumann. Rowohlt, Hamburg 2023. ISBN 978-3-463-00052-7.